# Charles (cràter)
Charles és un petit cràter d'impacte situalt a la cara visible de la Lluna. Està situat sobre la Mare Imbrium, a nord del Mons la Hire i a l'est del cràter Caventou. Els seus veïns més propers són altres dos petits cràters: Annegrit (al sud-est) i Mavis (al sud).

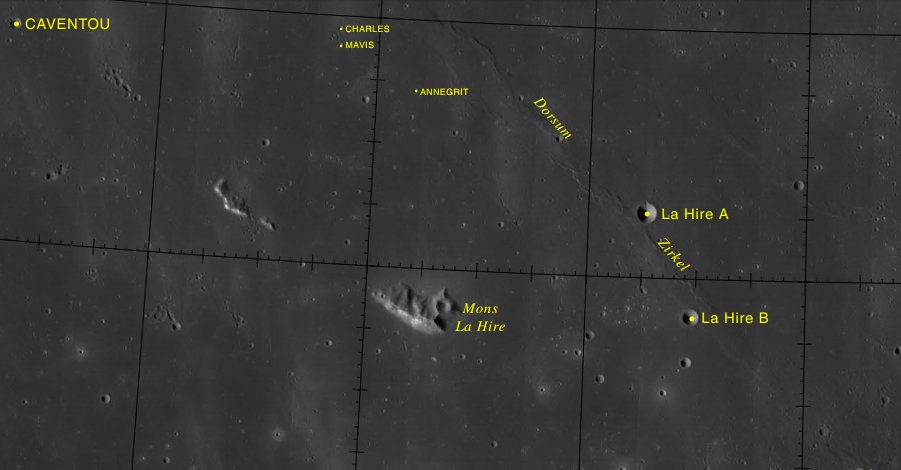
Localització de Charles (centre superior de la imatge)
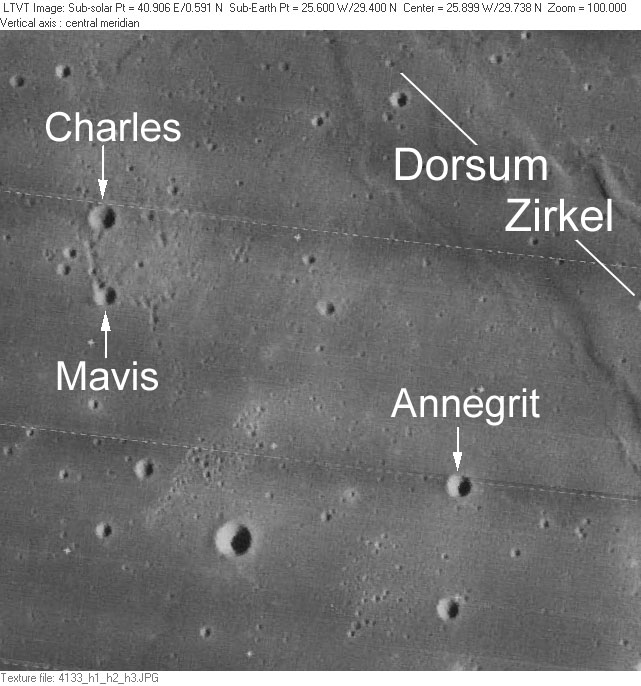
Rodalies de Charles

El cràter té forma de bol, sense mostres significatives d'erosió.
El nom procedeix d'una designació originalment no oficial continguda en la pàgina 40A1 / S11 de la sèrie de plànols del Lunar Topophotomap de la NASA, que va ser adoptada per la UAI el 1976.